# التأريخية
التأريخية (بالإيطالية: Storicismo)‏ هي نظرية فلسفية وتاريخية، تأسست في القرن التاسع عشر في ألمانيا باسم Historismus وكان تأثير خاص في أوروبا في القرنين التاسع عشر والعشرين. في تلك الأوقات لم يكن هناك علم طبيعي أو إنساني أو فلسفي واحد لا يعكس، بطريقة أو بأخرى، النوع التاريخي للفكر. إنها تعلن تاريخية الإنسانية وربطها بالتقاليد.
يرفض التأريخ التاريخي الغائية التاريخية ويؤسس تفسيراته للظواهر التاريخية على التعاطف والفهم للأحداث، والأشخاص الذين يتصرفون، والفترات التاريخية. يأخذ النهج التاريخي إلى حدوده القصوى الملاحظة الشائعة بأن المؤسسات البشرية (اللغة، والفن، والدين، والقانون، والدولة) عرضة للتغيير الدائم.
يجب عدم الخلط بين التأريخية والتاريخية،  ومع ذلك فإن العادات الإنجليزية لاستخدام كلتا الكلمتين متشابهة جدًا. (يُحفظ مصطلح «التأريخية» أحيانًا لتعريف تيار معين يسمى "Historismus" في تقليد الفلسفة والتأريخ الألماني.) 

## الانتقادات
بسبب القوة التي تمتلكها الوضعية المنطقية على العلوم الاجتماعية، تعتبر التأريخية أو التاريخية غير شعبية.
انتقد كارل بوبر، أحد أبرز منتقدي التاريخانية، التاريخ أيضًا. وميّز بين الظاهرتين على النحو التالي: استخدم مصطلح التاريخية في مؤلفاته المؤثرة «فقر التاريخية والمجتمع المفتوح وأعداؤه» لوصف «نهج في العلوم الاجتماعية يفترض أن التنبؤ التاريخي هو هدفهم الأساسي، والذي يفترض أن هذا الهدف يمكن تحقيقه من خلال اكتشاف» الإيقاعات«أو» الأنماط«أو» القوانين«أو» الاتجاهات«التي تكمن وراء تطور التاريخ»  كتب بوبر بالإشارة إلى نظرية هيجل للتاريخ، والتي انتقدها على نطاق واسع. من خلال التأريخ على العكس من ذلك، فهو يقصد الميل إلى اعتبار كل حجة أو فكرة مفسرة بالكامل من خلال سياقها التاريخي، بدلاً من تقييمها من خلال مزاياها. لا تهدف التأريخية إلى «قوانين» التاريخ، بل تهدف إلى تحديد فردية كل موقف تاريخي.
على أساس تعريفات بوبر، يقترح المؤرخ ستيفان بيرغر استخدامًا صحيحًا للكلمة:
أستخدم مصطلح «التاريخية» (و «المؤرخ») عمدًا بدلاً من «التاريخية» (و «التاريخي»). في حين أن «التأريخية» (في الألمانية، Historismus)، كما يمثلها ليوبولد فون رانك، يمكن اعتبارها مفهومًا تطوريًا وإصلاحيًا يفهم كل النظام السياسي على أنه تطور ونما تاريخيًا، «تاريخية» (Historizismus)، كما تم تعريفها ورفضها. يعتمد كارل بوبر على فكرة أن التاريخ يتطور وفقًا لقوانين محددة مسبقًا لتحقيق غاية معينة. تميل اللغة الإنجليزية، باستخدام مصطلح واحد فقط لتلك المفاهيم المختلفة، إلى الخلط بين الاثنين. ومن ثم أقترح استخدام مصطلحين منفصلين في القياس على اللغة الألمانية. .}}

## الأسس البارزة
من أبرز دعاة التأريخ مؤرخو القرن التاسع عشر الألمان ليوبولد فون رانكي  ويوهان جوستاف  درويسن فريدريش مينيكي مؤرخ القرن العشرين  والفيلسوف فيلهلم ديلثي. تأثر ديلثي برانكي. تأثر الفقهاء فريدريش كارل فون سافيني وكارل فريدريك إيشهورن بشدة بأفكار التأريخ وأسسوا المدرسة التاريخية الألمانية للقانون. كان الفيلسوف الإيطالي المناهض للفاشية. والمؤرخ بنديتو كروس وزميله البريطاني روبن جورج كولينجوود  من الدعاة الأوروبيين المهمين للتاريخ في أواخر القرن التاسع عشر وأوائل القرن العشرين. كولينجوود كان متأثرًا بديلتى.
يمكن النظر إلى حجج رانكي على أنها ترياق للمقاربات الشبيهة بالقانون والكمية الشائعة في علم الاجتماع ومعظم العلوم الاجتماعية الأخرى.
مبدأ التأريخ له أهمية منهجية عالمية في الماركسية.: 127 جوهر هذا المبدأ، باختصار، هو لا ننسى الصلة التاريخية الأساسية، لفحص كل سؤال من وجهة نظر كيف نشأت هذه الظاهرة في التاريخ والمراحل الرئيسية التي مرت بها هذه الظاهرة في تطورها، ومن وجهة نظر تطورها، لفحص ما أصبح عليه الشيء المعطى اليوم.
يعد جورج جي إيغيرز أحد أهم المؤلفين الناقدين للتاريخ. كتابه «المفهوم الألماني للتاريخ: التقليد الوطني للفكر التاريخي من هيردر حتى الوقت الحاضر»، الذي نُشر لأول مرة في عام 1968 (بواسطة مطبعة جامعة ويسليان، ميدلتاون، ط م) هو «كلاسيكي»  من بين انتقادات التاريخ.
هناك نقد آخر قدمه الفيلسوف الألماني فريدريك نيتشه، الذي تدين مقالته Vom Nutzen und Nachteil der Historie für das Leben (حول استخدام وإساءة استخدام التاريخ من أجل الحياة، 1874 ؛) «حمى تاريخية خبيثة». يؤكد نيتشه أن مؤرخي زمانه، المؤرخون، أضروا بقوى الحياة البشرية من خلال إبعادها عن الماضي بدلاً من فتحها على المستقبل. لهذا السبب، يدعو إلى العودة، إلى ما بعد التاريخ، إلى الإنسانية.

## المعاصرون
مؤرخو القرن العشرين الألمان الذين يروجون لبعض جوانب التأريخ هم أولريش موهلاك وتوماس نيبيردي ويورن روسن. كما تأثر الفيلسوف الإسباني خوسيه أورتيغا إي جاسيت بالتأريخ.